# Rosa mesatlantica
Rosa mesatlantica es una especie de planta del género Rosa, de la familia Rosaceae.

## Taxonomía
Rosa mesatlantica fue descrita por H. Lindb. en 1932.

## Distribución
Se encuentra en el territorio de Marruecos.